# Oreogeton bicolor
Oreogeton bicolor är en tvåvingeart som beskrevs av Jacques-Marie-Frangile Bigot 1889. Oreogeton bicolor ingår i släktet Oreogeton och familjen Oreogetonidae. Inga underarter finns listade i Catalogue of Life.